# Clusia sexlineata
Clusia sexlineata är en tvåvingeart som beskrevs av Frey 1960. Clusia sexlineata ingår i släktet Clusia och familjen träflugor. Arten är bara känd från Myanmar. Inga underarter finns listade i Catalogue of Life.